# Little Glee Monster Live Tour 2022 Journey
Little Glee Monster Live Tour 2022 Journey (リトル・グリー・モンスター・ライブツアー・2022・ジャーニー) は、Little Glee Monsterが2022年4月28日から7月24日にかけて開催した全国ツアー、およびgr8!recordsから発売した6枚目の映像作品。

## 概要
2022年2月6日、アルバム『Journey』のリリースと共に開催を発表した。また、休養中の芹奈を除く4人体制での開催も併せて発表した。
3月15日、メンバーのmanakaが突発性難聴による体調不良の為活動休止を発表した。それに伴い、活動休止中の芹奈・manakaを除くかれん・MAYU・アサヒの3人体制での開催、アルバム『Journey』を携えてのツアーから「Little Glee Monsterの音楽の歴史を一緒に紐解いていく」というコンセプトに変更された。歌割りや振付も3人用に変更され、芹奈・manakaのパートも3人がそれぞれ担当した。
5月11日、メンバーのMAYUが新型コロナウイルスに感染したことを発表。それに伴い、京都・福岡・熊本の3公演が開催延期となった。
7月15日、公式サイトにて休養中の芹奈・manakaがツアーファイナルとなる幕張メッセ イベントホール公演をもってグループから卒業することを発表した。
7月24日、幕張メッセ イベントホールにてツアーファイナルを迎えた。休養中であった芹奈・manakaはこの公演をもってLittle Glee Monsterを卒業し、5人体制として最後のライブとなった。だが、当日は3人での出演となり芹奈・manakaの出演はなかったため、演出の大部分にはステージに設置されたモニターが使用されておりステージに立てなかった芹奈・manakaは、これまでのミュージック・ビデオやライブ映像での参加となった。

## 日程
| 年     | 公演日  | 都市           | 会場                               |
| ------ | ------- | -------------- | ---------------------------------- |
| 2022年 | 4月28日 | 東京都八王子市 | J:COMホール八王子                  |
| 2022年 | 5月5日  | 宮城県仙台市   | 東京エレクトロンホール宮城         |
| 2022年 | 5月6日  | 宮城県仙台市   | 東京エレクトロンホール宮城         |
| 2022年 | 5月11日 | 京都府京都市   | ロームシアター京都・メインホール   |
| 2022年 | 5月14日 | 福岡県福岡市   | 福岡サンパレス ホテル＆ホール      |
| 2022年 | 5月15日 | 熊本県熊本市   | 市民会館シアーズホーム夢ホール     |
| 2022年 | 5月26日 | 神奈川県横浜市 | 神奈川県民ホール                   |
| 2022年 | 5月27日 | 神奈川県横浜市 | 神奈川県民ホール                   |
| 2022年 | 6月3日  | 北海道札幌市   | カナモトホール                     |
| 2022年 | 6月8日  | 愛知県名古屋市 | 名古屋国際会議場センチュリーホール |
| 2022年 | 6月9日  | 愛知県名古屋市 | 名古屋国際会議場センチュリーホール |
| 2022年 | 6月25日 | 岡山市倉敷市   | 倉敷市民会館                       |
| 2022年 | 6月30日 | 熊本県熊本市   | 市民会館シアーズホーム夢ホール     |
| 2022年 | 7月5日  | 大阪府大阪市   | オリックス劇場                     |
| 2022年 | 7月6日  | 大阪府大阪市   | オリックス劇場                     |
| 2022年 | 7月9日  | 京都府京都市   | ロームシアター京都・メインホール   |
| 2022年 | 7月11日 | 福岡県福岡市   | 福岡サンパレス ホテル＆ホール      |
| 2022年 | 7月13日 | 宮城県仙台市   | 仙台サンプラザホール               |
| 2022年 | 7月24日 | 千葉県千葉市   | 幕張メッセ・イベントホール         |
| 2022年 | 7月25日 | 千葉県千葉市   | 幕張メッセ・イベントホール         |

## リリース
| 発売日         | レーベル    | 最高順位 | 販売形態 | 規格品番     | 備考                                    |
| -------------- | ----------- | -------- | -------- | ------------ | --------------------------------------- |
| 2022年11月30日 | gr8!records | -        | DVD      | SRBL-2095/96 | 初回盤：2DVD・ライブフォトブック40P付き |
| 2022年11月30日 | gr8!records | -        | DVD      | SRCL-2097    | 通常盤：ライブミニポスター付            |
| 2022年11月30日 | gr8!records | -        | BD       | SRXL-390/91  | 初回盤：2BD・ライブフォトブック40P付    |
| 2022年11月30日 | gr8!records | -        | BD       | SRXL-392     | 通常盤：ライブミニポスター付            |

- 2022年10月29日、Little Glee Monster公式ツイッターにて本作品のリリースが発表。公式サイトにて詳細・アートワークが発表された。

### 特典[2]
- TSUTAYAオンラインショッピング - オリジナルL版フォトグラフ5枚セット
- 楽天ブックス - オリジナルクリアポーチ
- Amazon.co.jp - オリジナルトートバッグ
- セブンネットショッピング - オリジナル手ぬぐい
- Sony Music Shop - オリジナルA4クリアファイル (Sony Music Shop ver.)
- 応援店舗 - オリジナルA4クリアファイル (応援店 ver.)

## 収録内容
Disc 1 (全形態共通)
Little Glee Monster Live Tour 2022 Journey Live on 2022.7.24
| #  | 曲名                                        | 備考                            |
| -- | ------------------------------------------- | ------------------------------- |
| 1  | Jupiter                                     | [ 注 5 ]                        |
| -  | Special Movie〜Opening〜                    | SEに『Love To The World』が使用 |
| 2  | Hurry up!!                                  |                                 |
| 3  | 青春フォトグラフ                            |                                 |
| 4  | I BELIEVE                                   |                                 |
| 5  | 青い風に吹かれて                            |                                 |
| 6  | いつかこの涙が                              |                                 |
| 7  | 会いにゆく                                  |                                 |
| 8  | Come Alive                                  |                                 |
| 9  | Journey Special Medley 〜Makuhari version〜 | [ 注 5 ]                        |
| -  | 放課後ハイファイブ                          |                                 |
| -  | 人生は一度きり                              |                                 |
| -  | 好きだ。                                    |                                 |
| -  | 私らしく生きてみたい                        |                                 |
| -  | はじまりのうた                              |                                 |
| -  | 明日へ                                      |                                 |
| -  | だから、ひとりじゃない                      |                                 |
| -  | OVER                                        |                                 |
| -  | 足跡                                        |                                 |
| -  | ECHO                                        |                                 |
| -  | 透明な世界                                  |                                 |
| -  | 君といれば                                  |                                 |
| -  | Special Movie〜History〜                    |                                 |
| 10 | Waves                                       |                                 |
| 11 | Your Name                                   |                                 |
| 12 | SING                                        |                                 |
| 13 | 心に空を                                    |                                 |
| 14 | 書きかけの未来                              |                                 |
| 15 | magic!                                      |                                 |
| 16 | WONDERLAND                                  |                                 |
| 17 | STARTING OVER                               |                                 |
| 18 | SAY!!!                                      |                                 |
| 19 | 全力REAL LIFE                               |                                 |
| 20 | 世界はあなたに笑いかけている                | [ 注 5 ]                        |

Disc 2 (初回盤のみ)
Little Glee Monster Live Tour 2022 Journey Live on 2022.4.28
| #  | 曲名                         | 備考     |
| -- | ---------------------------- | -------- |
| 1  | Hurry up!!                   |          |
| 2  | Don't Worry Be Happy         |          |
| 3  | 青春フォトグラフ             |          |
| 4  | I BELIEVE                    |          |
| 5  | 青い風に吹かれて             |          |
| 6  | Journey Special Medley       | [ 注 5 ] |
| -  | 放課後ハイファイブ           |          |
| -  | 人生は一度きり               |          |
| -  | 好きだ。                     |          |
| -  | だから、ひとりじゃない       |          |
| -  | 明日へ                       |          |
| -  | 世界はあなたに笑いかけている |          |
| -  | ECHO                         |          |
| -  | 透明な世界                   |          |
| 7  | Your Name                    |          |
| 8  | いつかこの涙が               |          |
| 9  | 会いにゆく                   |          |
| 10 | Come Alive                   |          |
| 11 | SING                         |          |
| 12 | 心に空を                     |          |
| 13 | 書きかけの未来               |          |
| 14 | STARTING OVER                |          |
| 15 | WONDERLAND                   |          |
| 16 | きっと大丈夫                 |          |
| 17 | SAY!!!                       |          |
| 18 | 全力REAL LIFE                |          |